# العلاقات الجيبوتية الغرينادية
العلاقات الجيبوتية الغرينادية هي العلاقات الثنائية التي تجمع بين جيبوتي وغرينادا.

## مقارنة بين البلدين
هذه مقارنة عامة ومرجعية للدولتين:
| وجه المقارنة                                              | جيبوتي                    | غرينادا                                |
| --------------------------------------------------------- | ------------------------- | -------------------------------------- |
| المساحة (كم2)                                             | 23.20 ألف                 | 348                                    |
| عدد السكان (نسمة)                                         | 956.99 ألف                | 107.83 ألف                             |
| الكثافة السكانية (ن./كم²)                                 | 41.25                     | 30.99 ألف                              |
| العاصمة                                                   | جيبوتي                    | سانت جورجز                             |
| اللغة الرسمية                                             | لغة فرنسية، اللغة العربية | لغة إنجليزية، إنكليزية غرنادة المولدة ‏ |
| العملة                                                    | فرنك جيبوتي               | دولار شرق الكاريبي                     |
| الناتج المحلي الإجمالي (بليون دولار)                      | 1.84 مليار                | 1.12 مليار                             |
| الناتج المحلي الإجمالي (تعادل القوة الشرائية) بليون دولار | 3.10 مليار                | 1.45 مليار                             |
| الناتج المحلي الإجمالي الاسمي للفرد دولار أمريكي          | 1.95 ألف                  | 9.21 ألف                               |
| الناتج المحلي الإجمالي للفرد دولار أمريكي                 | 3.27 ألف                  | 12.43 ألف                              |
| مؤشر التنمية البشرية                                      | 0.470                     | 0.750                                  |
| رمز المكالمات الدولي                                      | +253                      | +1473                                  |
| رمز الإنترنت                                              | .dj                       | .gd                                    |
| المنطقة الزمنية                                           | ت ع م+03:00               | 00                                     |

## منظمات دولية مشتركة
يشترك البلدان في عضوية مجموعة من المنظمات الدولية، منها:
| علم المنظمة | اسم المنظمة                                 | تاريخ انضمام جيبوتي | تاريخ انضمام غرينادا |
| ----------- | ------------------------------------------- | ------------------- | -------------------- |
|             | الاتحاد البريدي العالمي                     | ?                   | ?                    |
|             | يونسكو                                      | 31 أغسطس 1989       | 17 فبراير 1975       |
|             | البنك الدولي للإنشاء والتعمير               | 1 أكتوبر 1980       | 27 أغسطس 1975        |
|             | منظمة التجارة العالمية                      | ?                   | ?                    |
|             | وكالة ضمان الاستثمار متعدد الأطراف          | 12 يناير 2007       | 12 أبريل 1988        |
|             | الاتحاد الدولي للاتصالات                    | 22 نوفمبر 1977      | 17 نوفمبر 1981       |
|             | منظمة الشرطة الجنائية الدولية               | ?                   | ?                    |
|             | مؤسسة التمويل الدولية                       | 1 أكتوبر 1980       | 28 أغسطس 1975        |
|             | الأمم المتحدة                               | 20 سبتمبر 1977      | 17 سبتمبر 1974       |
|             | مجموعة دول أفريقيا والكاريبي والمحيط الهادئ | ?                   | ?                    |
|             | مؤسسة التنمية الدولية                       | 1 أكتوبر 1980       | 28 أغسطس 1975        |
|             | منظمة حظر الأسلحة الكيميائية                | ?                   | ?                    |